# Klostergasse 4 (Heilbronn)
Das Haus Klostergasse 4 in Heilbronn gehörte einst dem Reformator Lachmann, später war es als Cluss’sches Haus bekannt. Bei dem Luftangriff auf Heilbronn am 4. Dezember 1944 zerstört, entstand an seiner Stelle im Jahre 1971 die Kilianspassage, ein Gebäude das laut Werner Föll zur „großstädtischen Bauweise“ zählte und „neue Akzente“ in der Stadtarchitektur gesetzt hat.

## Geschichte
Das Haus Klostergasse Nr. 4 war ein alemannisches Fachwerkhaus, dessen Bauzeit auf das Jahr 1433 datiert wurde. So war über einem Türbogen die Jahreszahl 1433 zu lesen. Zudem war über dem Bogen zur Treppe im Schlussstein ein rechts aufsteigender Löwe angebracht. 1526 gehörte das Haus dem Reformator Johannes Lachmann, so war über zwei Fenstern im Hof die Inschrift „Anno domini 1526 sub Johanne Lachmanno“ zu lesen.
1795 wurde das Haus von Georg Andreas Cluß, Sohn der Unternehmerfamilie Cluss erworben, Adolf Cluss wurde in dem  Cluss'schen Haus geboren.
Seit 1870 gehörte das Haus dem Weinhändler Johann Ehrmann (Bretten), der im Jahre 1855 in der Lammgasse eine Weinkellerei gründete. Nach 1870 zog er in die Klostergasse 4. Nachdem seinem Tod führten die Söhne Karl und Gustav gemeinsam das Geschäft und bauten es zur Weinhandlung aus. 
Bei Bauarbeiten im Jahr 1905 wurde im Haus der steinerne Christuskopf gefunden, der von einem alten Kruzifix von Hans Seyfer stammt und möglicherweise schon nach dem Dreißigjährigen Krieg als Füllmaterial für das Hause verwendet worden war.
Nach dem Tod Karl Ehrmanns im Jahre 1920, wurde die oHG aufgelöst und die Küferei und Weinhandlung J. Ehrmann ins Handelsregister eingetragen. Inhaber des Betriebes wurde Küfermeister Gustav Ehrmann. Nach dessen Tod 1931 ging das Geschäft auf seine Witwe Lina Ehrmann geb. Stecher über, 1940 dann auf den Sohn Robert Friedrich Ehrmann.
1965 veräußerte Robert Friedrich Ehrmann das Grundstück Kilianstraße 7 für den Neubau der Kilianspassage. Das Gebäude wurde 1966 für die Kilianspassage abgebrochen. Bei den Abbrucharbeiten im Jahre 1966 für die Kilianspassage ging auch der steinerne Kopf verloren, der zum ehemaligen Ehrmannschen Haus Ecke Kilianstraße/Klostergasse gehörte. 1971 ging das Unternehmen in Konkurs.
Bei den Bauarbeiten für die neue Kilianspassage wurde der alte Keller unter Nr. 4 wieder freigelegt. Der Gemeinderat hatte zuvor entsprechende Veränderungen bei den Bebauungsplänen die Voraussetzungen zur „großstädtischen Bauweise“ geschaffen. Unter dem Architekten Kurt Marohn entstand die neue Kilianspassage in der Stadtarchitektur.